# Đại học Paris-Saclay
Đại học Paris-Saclay (tiếng Pháp: Université Paris-Saclay) là một viện nghiên cứu công nghệ kết hợp và trường đại học công lập tại Paris, Pháp. Đại học Paris-Saclay được thành lập vào năm 2019 sau việc sáp nhập của bốn grandes écoles kỹ thuật, cũng như một số viện công nghệ, trường kỹ thuật và cơ sở nghiên cứu; tạo ra 15  trường thành viên với hơn 48.000 sinh viên kết hợp.
Với việc sáp nhập này, chính phủ Pháp đã rõ ràng bày tỏ mong muốn cạnh tranh với các viện nghiên cứu công nghệ hàng đầu của Mỹ và Trung Quốc, như Viện Công nghệ Massachusetts và Đại học Thanh Hoa. Đại học này có hơn 275 phòng thí nghiệm trong lĩnh vực vật lý hạt, vật lý hạt nhân, vật lý thiên văn, vật lý nguyên tử và vật lý phân tử, vật lý chất rắn, vật lý lý thuyết, điện tử, khoa học vi mô và công nghệ vi mô. Đại học này là một phần của khuôn viên nghiên cứu Paris-Saclay lớn, là một khuôn viên học thuật nghiên cứu tập trung bao gồm Đại học Paris-Saclay, Viện Bách khoa Paris, kết hợp với một khuôn viên kinh doanh cho các tập đoàn công nghệ cao .
. Đại học Paris-Saclay cũng bao gồm Institut des Hautes Études Scientifiques, nơi đã có nhiều đóng góp cho sự phát triển của toán học hiện đại, bao gồm hình học đại số hiện đại và lý thuyết tai biến và phức hợp.
Trong năm 2023, Đại học Paris-Saclay được xếp hạng đứng thứ 1 về cơ sở giáo dục đại học tốt nhất tại Pháp (năm thứ tư liên tiếp) và trong 15 cơ sở giáo dục đại học hàng đầu trên thế giới theo Shanghai Ranking. Đại học cũng được xếp hạng đứng thứ 2 về cơ sở giáo dục đại học tốt nhất tại Pháp bởi Times Higher Education World University Rankings.

## Lịch sử
Năm 2019, Đại học Paris-Saclay được thành lập từ khối đại học Paris-Saclay cùng tên, đồng thời thừa kế Đại học Paris-Sud (Paris XI) được thành lập vào năm 1971, mà từng kế thừa Đại học Paris được thành lập vào khoảng năm 1150. Năm học đầu tiên của đại học bắt đầu vào năm 2019.
Sau Chiến tranh thế giới thứ Hai, sự tăng trưởng nhanh chóng của vật lý hạt và hóa học đòi hỏi nghiên cứu cần có nhiều accelerator mạnh mẽ hơn và cần diện tích lớn. Đại học Paris, École Normale Supérieure và Collège de France tìm kiếm không gian ở phía nam của Paris gần Orsay. Sau đó, một số hoạt động giảng dạy của Khoa Khoa học tại Paris đã được chuyển đến Orsay vào năm 1956 theo yêu cầu của Irène Joliot-Curie và Frédéric Joliot-Curie. Sự gia tăng nhanh chóng của sinh viên dẫn đến sự độc lập của Trung tâm Orsay vào ngày 1 tháng 3 năm 1965. Trở thành Đại học Paris-Sud (Paris XI) vào năm 1971.
Đại học Paris-Saclay được thành lập vào năm 2015 như một cộng đồng các trường đại học (ComUE) và vào năm 2019 như một đại học, với mục tiêu trở thành một trường đại học hàng đầu tại Pháp, tập trung vào nghiên cứu. Để được công nhận là một thực thể đủ lớn và chất lượng, trường đại học đã tổ chức một số grandes écoles hàng đầu tại Pháp với các trường đại học công lập dưới một khuôn viên duy nhất trên Cao nguyên Saclay. Mỗi viện thành viên vẫn giữ sự độc lập của mình nhưng chia sẻ một phần quan trọng của nguồn lực hiện có và đầu tư mới. Đây là một mô hình tương tự với mô hình mà University of Oxford và Cambridge đã áp dụng, trong đó mỗi trường thành viên vẫn giữ sự độc lập của họ nhưng được tổ chức dưới một 'đại học'.
Theo Dominique Vernay, Chủ tịch của quỹ phát triển Paris-Saclay, mục tiêu của trường là xếp hạng trong top mười trường đại học trên thế giới theo Academic Ranking of World Universities (ARWU), nhưng "mục tiêu đầu tiên là trở thành trường đại học hàng đầu tại châu Âu lục địa".
Vào tháng 1 năm 2020, Đại học Paris-Saclay đã thay thế Đại học Paris-Sud (Paris XI), và vào năm 2025, Université de Versailles-Saint-Quentin-en-Yvelines (UVSQ) và Université d'Évry-Val-d'Essonne (UEVE) cũng sẽ sáp nhập vào nó.
Kể từ tháng 10 năm 2023, trường đại học này đã là đối tác của IPSA để cấp bằng kép về hàng không vũ trụ.

## Cơ cấu tổ chức
Đại học Paris-Saclay bao gồm năm khoa học về Khoa học, Y học, Dược, Luật-Kinh tế-Quản lý và Khoa học Thể thao; một trường Kỹ thuật; ba viện nghiên cứu chuyên ngành trong lĩnh vực Khoa học và Công nghệ ở Cachan, Orsay, và Sceaux; và một trường đại học cấp dưới.
Ban đầu, cộng đồng của các trường đại học cũng bao gồm năm grandes écoles khác: École Polytechnique, Télécom Paris, Telecom SudParis, ENSTA Paris và ENSAE Paris. Tuy nhiên, do sự khác biệt về cơ cấu của trường đại học, năm grandes écoles này đã tạo ra trường đại học riêng của họ Polytechnic Institute of Paris. Điều này được tuyên bố bởi Tổng thống Pháp Emmanuel Macron trong một bài phát biểu tại Paris-Saclay.
Cả hai cụm này kế hoạch hợp tác và tham gia vào việc tổ chức một số chương trình thạc sĩ với Đại học Paris-Saclay.

### Các khoa và viện
| Tên                                                   | Thành lập     | Chương trình                   | Lĩnh vực                   | Học sinh | Phân vùng                                            |
| ----------------------------------------------------- | ------------- | ------------------------------ | -------------------------- | -------- | ---------------------------------------------------- |
| Paris-Saclay Undergraduate University School          | 2019          | Đại học                        | Law, Economics and Science | 13,000   | Paris-Saclay, Guyancourt, Sceaux, Évry-Courcouronnes |
| Paris-Saclay Faculty of Sciences                      | 1956 and 1971 | Undergraduate and postgraduate | Science                    | 10,000   | Paris-Saclay                                         |
| Paris-Saclay Faculty of Law, Economics and Management | 1968          | Undergraduate and postgraduate | Law and economics          | 6,000    | Sceaux                                               |
| Paris-Saclay Faculty of Pharmacy                      | 1972          | Undergraduate and postgraduate | Medicine                   | 3,500    | Paris-Saclay                                         |
| Paris-Saclay Medical School                           | 1971          | Undergraduate and postgraduate | Medicine                   | 3,400    | Le Kremlin-Bicêtre, Paris-Saclay                     |
| Paris-Saclay Faculty of Sports Sciences               | 1985          | Undergraduate and postgraduate | Science                    | 1,500    | Paris-Saclay                                         |
| Polytech Paris-Saclay                                 | 2004          | Undergraduate and postgraduate | Engineering                | 820      | Paris-Saclay                                         |
| Orsay University Institute of Technology              | 1971          | Undergraduate and postgraduate | Science and engineering    | 440      | Paris-Saclay                                         |
| Sceaux University Institute of Technology             | 1970          | Undergraduate and postgraduate | Science and engineering    | 1,500    | Sceaux                                               |
| Cachan University Institute of Technology             | 1971          | Undergraduate and postgraduate | Science and engineering    | 1,000    | Cachan                                               |

- Orsay University Institute of Technology
- Paris-Saclay Polytechnic School

### Các trường đang sát nhập
| Tên                                             | Thành lập     | Chương trình đào tạo           | Lĩnh vực                                 | Sinh viên | Khoa                                           |
| ----------------------------------------------- | ------------- | ------------------------------ | ---------------------------------------- | --------- | ---------------------------------------------- |
| Versailles Saint-Quentin-en-Yvelines University | 1987 and 1991 | Undergraduate and postgraduate | Science, social science and life science | 19,000    | Versailles, Montigny-le-Bretonneux, Guyancourt |
| University of Évry Val d'Essonne                | 1991          | Undergraduate and postgraduate | Science, social science and life science | 10,500    | Évry-Courcouronnes                             |

### Tổ chức nghiên cứu ở trường
Các tổ chức nghiên cứu sau đã thành lập các trung tâm nghiên cứu tại Đại học Paris-Saclay. Tài nguyên đóng góp bởi các tổ chức này sẽ duy trì tính độc lập lớn so với các cơ sở thành viên khác. Khi Đại học Paris-Saclay hoàn toàn tích hợp, dự kiến trung tâm nghiên cứu của nó sẽ đạt được một hồ sơ tương tự với Viện Nghiên cứu Phóng vệ tinh (Jet Propulsion Laboratory) thuộc California Institute of Technology (Caltech):
- CEA (Atomic Energy and Alternative Energies Commission)
- CNRS (French National Centre for Scientific Research)
- Inria (French Institute for Research in Computer Science and Automation)
- INSERM (French Institute of Health and Medical Research)
- Institut des Hautes Études Scientifiques (Institute of Advanced Scientific Studies)
- INRA (French National Institute for Agricultural Sciences)
- ONERA (National Board of Study and Aerospace Research)
- SOLEIL (national synchrotron facility)
- Pascal Institute - University of Paris-Saclay[30]
- Institute of Theoretical Physics

- CEA
- IHES
- INRIA
- SOLEILSOLEIL

## Chương trình học
Mỗi trường thành viên của Đại học Paris-Saclay tổ chức đào tạo trong một lĩnh vực khoa học cụ thể. Tùy theo nhu cầu của chương trình đã đăng ký của họ, sinh viên đang theo học tại một trường sau đại học cụ thể sẽ được truy cập vào các tài nguyên học thuật từ các trường khác.
Các lĩnh vực học tại Đại học Paris-Saclay được phân loại một cách rộng rãi như sau:
Đa dạng sinh học, Nông nghiệp và Thực phẩm, Xã hội, Môi trường (Biodiversité, Agriculture et Alimentation, Société, Environnement) ;
Sinh học, Y học, Nghiên cứu Dược (Biologie, Médecine, Pharmacie) ;
Luật, Khoa học Chính trị (Droit et Science Politique) ;
Nhân văn (Humanités) ;
Kỹ thuật, Khoa học và Công nghệ thông tin (Ingénierie, Sciences et Technologies de l'information) ;
Khoa học Thể thao và Con người (Sciences du Sport et du Mouvement Humain) ;
Khoa học Cơ bản (Sciences Fondamentales) ;
Khoa học Xã hội (Sciences Sociales).
Các chương trình học tại mỗi trong 8 trường được kỳ vọng phải tuân theo mô hình Anh-Mỹ:
- Trường Đại học Paris-Saclay – Chương trình Cử nhân được cung cấp bởi các khoa của Đại học Paris-Saclay và 2 trường đại học công lập trong Đại học Paris-Saclay, đó là Đại học Versailles-Saint-Quentin-en-Yvelines và Đại học Évry Val-d'Essonne.
- Trường Sau đại học Paris-Saclay – Các chương trình Thạc sĩ được giảng dạy cả bằng tiếng Pháp và tiếng Anh. Tổng cộng có 49 chương trình Thạc sĩ được cung cấp.[32]
- Trường Sau đại học Nghiên cứu hoặc Tiến sĩ Paris-Saclay – Các chương trình Tiến sĩ được cung cấp thông qua 20 trường Tiến sĩ[33]. Bằng Tiến sĩ được trao sau ngày 30 tháng 9 năm 2015, được trao dưới tên "Đại học Paris-Saclay", với lưu ý về trường đại học hoặc trường đại học cao cấp mà sinh viên liên kết.

## Chương trình nghiên cứu
Đại học Paris-Saclay tập hợp hơn 300 đơn vị nghiên cứu, được tổ chức thành 10 trường Tiến sĩ:
- Hóa học (Chimie)
- Kỹ thuật điện, quang học và điện tử (EOE: Ingénierie électrique, optique et électronique)
- Toán học (Mathématiques)
- Cơ học, năng lượng và quy trình vật lý (MEP: Mécanique, énergétique et procédés)
- Vật lý hạt nhân và vật lý thiên văn (P2I: Physique des deux infinis)
- Vật lý sóng và vật lý vật chất (PHOM: Physique des ondes et de la matière)
- Khoa học hành tinh và vật lý thiên hà (SPU: Sciences de la planète et de l'Univers)
- Khoa học về cuộc sống (SDV: Sciences de la Vie)
- Khoa học xã hội và con người (SHS: Sciences de l'Homme et de la Société)
- Khoa học và công nghệ thông tin và truyền thông (STIC: Sciences et technologies de l'information et de la communication).

## Xếp hạng đại học
Đại học này được đánh giá rất cao trên thế giới, đặc biệt nổi bật trong các lĩnh vực Toán học, Vật lý và Khoa học Máy tính, khi liên tiếp đạt được vị trí số 1 trong quốc gia Pháp về các lĩnh vực này theo nhiều bảng xếp hạng toàn cầu uy tín như Xếp hạng Đại học Thế giới QS, Xếp hạng Đại học Thế giới Times Higher Education, Xếp hạng Đại học Thế giới Academic Ranking of World Universities, và U.S. News & World Report.
Nó cũng được kết nối với hai trường lớn: École polytechnique và CentraleSupélec, được người dân Pháp biết đến là 2 trường kỹ thuật hàng đầu ở Pháp.
Tháng 6 năm 2020, Đại học Paris-Saclay xếp thứ 14 trong Shanghai Ranking và xếp thứ 1 trên thế giới về Toán học bởi Academic Ranking of World Universities (ARWU) và thứ 9 trên toàn thế giới về Vật lý (thứ nhất ở Châu Âu).
(*)Ba bảng xếp hạng toàn cầu được thiết lập lâu nhất và có ảnh hưởng nhất

## Người đoạt giải Nobel và Fields
Đại học Paris-Saclay chính thức thay thế một số trường đại học Paris trước đây, grande écoles và viện nghiên cứu. Những tổ chức này vẫn tồn tại như các khoa học tại cơ cấu rộng lớn của Paris-Saclay. Danh sách dưới đây bao gồm những người đoạt giải Nobel và Fields trước năm 2019 mà tổ chức của họ sau này đã được hợp nhất bởi trường Đại học này. Chúng tôi cũng liệt kê tên cơ quan của họ vào thời điểm đó.
- Jean Bourgain – Giáo sư, IHES – Giải Fields – 1994
- Ngô Bảo Châu – Tiến sĩ và Giáo sư, Đại học Paris-Sud (IMO) – Giải Fields – 2010
- Alain Connes – Giáo sư, IHES – Giải Fields – 1982
- Hugo Duminil-Copin – Thạc sĩ và Giáo sư, IHES – Giải Fields – 2022
- Cédric Villani – Chủ tịch IHES-University of Lyon – Giải Fields – 2010
- Irène Joliot-Curie và Frédéric Joliot-Curie – Người sáng lập Khoa học tại Orsay, đại diện của CEA – Giải Nobel Hóa học – 1935
- Pierre Deligne – Tiến sĩ và Giáo sư, Đại học Paris-Sud, IHES – Giải Fields – 1978
- Alain Aspect – Cử nhân, Tiến sĩ và Giáo sư, École normale supérieure Paris-Saclay, Trường Cao đẳng Kỹ thuật Quang học, Đại học Paris-Sud – Giải Nobel Vật lý – 2022
- Albert Fert – Giáo sư, Đại học Paris-Sud (LPS, CNRS/Thales) – Giải Nobel Vật lý – 2007
- Pierre-Gilles de Gennes – Giáo sư, CEA, Đại học Paris-Sud (LPS) – Giải Nobel Vật lý – 1991
- Alexandre Grothendieck – Giáo sư, IHES – Giải Fields – 1966
- Maxim Kontsevich – Giáo sư – Giải Fields – IHES – 1998
- Laurent Lafforgue – Tiến sĩ và Giáo sư – Giải Fields – Đại học Paris-Sud, IHES – 2002
- René Thom – Giáo sư, IHES – Giải Fields – 1958
- Wendelin Werner – Giáo sư – Giải Fields – Đại học Paris-Sud (IMO) – 2006
- Jean-Christophe Yoccoz – Tiến sĩ và Giáo sư, Đại học Paris-Sud – Giải Fields – 1994